# مادلين زيلهاردت
مادلين زيلهاردت ولدت 10 يونيو 1863 في سان كوينتين في فرنسا وتوفيت16 أبريل 1950 في نويي سور سينفي فرنسا كانت فنانة وكاتبة ومصممة ديكور ورسامة فرنسية. ترتبط حياتها ومسيرتها المهنية بفنانة أخرى وهي الرسامة الألمانية السويسرية لويز كاثرين بريسلاو التي كانت رفيقتها وملهمتها. لقد عاشوا معًا لأكثر من أربعين عامًا، وتحولت حياتهم نحو الفنون. كانت أخت الرسامة جيني زيلهاردت .